# Vratišov (Nadějkov)
Vratišov (německy Wratischow) je malá vesnice, část obce Nadějkov v okrese Tábor v Jihočeském kraji. Nachází se asi tři kilometry jihozápadně od Nadějkova. Je zde evidováno 11 adres. V roce 2011 zde trvale žilo patnáct obyvatel.
Vratišov je také název katastrálního území o rozloze 1,77 km².

## Historie
První písemná zmínka o vesnici pochází z roku 1291. Roku 1440 koupil ves Petr Chroust. Měl navíc kromě finanční povinnosti odvádět každé Vánoce bývalé majitelce Růženě Elišce z Vratišova pět slepic a za dva groše bílého chleba.[zdroj?] Jeho tvrz se nacházela v současné zahradě u domu čp. 5.

## Obyvatelstvo
| Rok            | 1869 | 1880 | 1890 | 1900 | 1910 | 1921 | 1930 | 1950 | 1961 | 1970 | 1980 | 1991 | 2001 | 2011 | 2021 |
| -------------- | ---- | ---- | ---- | ---- | ---- | ---- | ---- | ---- | ---- | ---- | ---- | ---- | ---- | ---- | ---- |
| Počet obyvatel | 133  | 112  | 106  | 104  | 101  | 96   | 87   | 55   | 49   | 45   | 38   | 23   | 12   | 15   | 14   |
| Počet domů     | 15   | 14   | 15   | 15   | 15   | 16   | 16   | 15   | 15   | 11   | 10   | 11   | 11   | 13   | 13   |

## Obecní správa
Při sčítání lidu v letech 1850–1949 Vratišov byl osadou obce Petříkovice v okrese Sedlčany. V letech 1950–1960 byl osadou obce Modlíkov v okrese Milevsko. V letech 1961–1975 byl částí obce Brtec v okrese Písek. Od 1. ledna 1976 do 31. prosince 1979 byl znovu částí obce Petříkovice v okrese Písek. Od 1. ledna 1980 je částí obce Nadějkov v okrese Písek, ale od 24. listopadu 1990 v okrese Tábor.

## Pamětihodnosti
- Přímo ve vesnici se nachází kaple postavená roku 1934.
- U komunikace ve vesnici se v terase nalézá kamenný kříž. Na dolním podstavci je dnes již neznatelný nápis.

## Pověst
Jedna pověst vypráví o bludičkách v nedalekém údolí Dajetníky.
Další pověst vypráví o lesních žínkách, které přebývaly v blízké hoře Babka.
Další pověst se týká stavby silnice z Milevska do Nadějkova, kde pracoval se svým koňským povozem místní občan pan Josef Hadáček. Koňské spřežení s plně naloženým vozem kamení se při otáčení zřítilo do říčky Smutné. V rychlosti se pomodlil k Panně Marii Římovské a kupodivu se ani jemu, ani koním nestalo nic vážného. Sám utrpěl pouze drobnou řeznou ránu, kterou si způsobil při vyprošťování koní z postrojů. Na toto místo nechal připevnit svatý obrázek Panny Marie Římovské a každým rokem se zúčastňoval tamních poutí až do své smrti (1971). Obrázek visí vpravo v lese u odbočky na Vratišov.

## Galerie

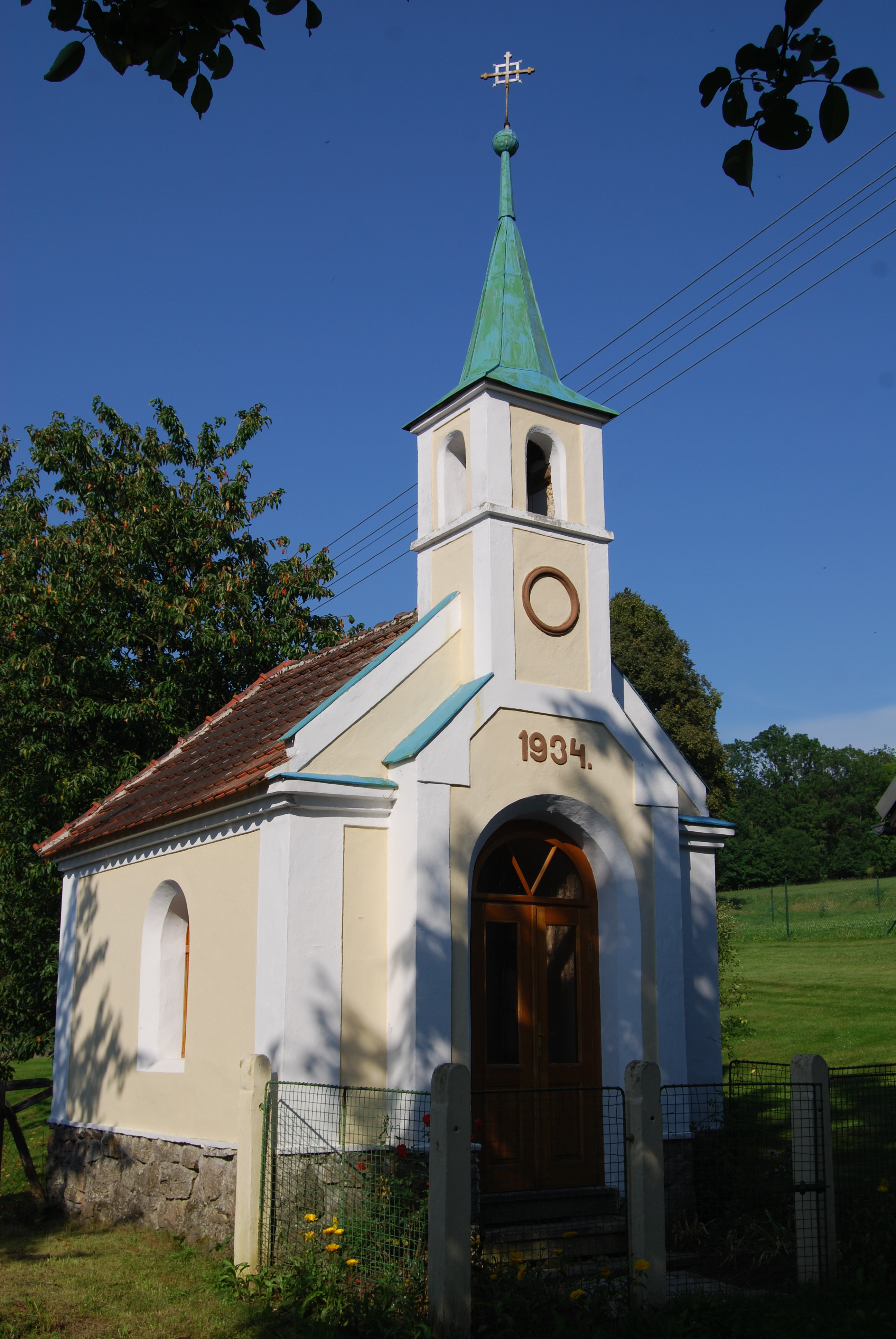
Návesní kaple
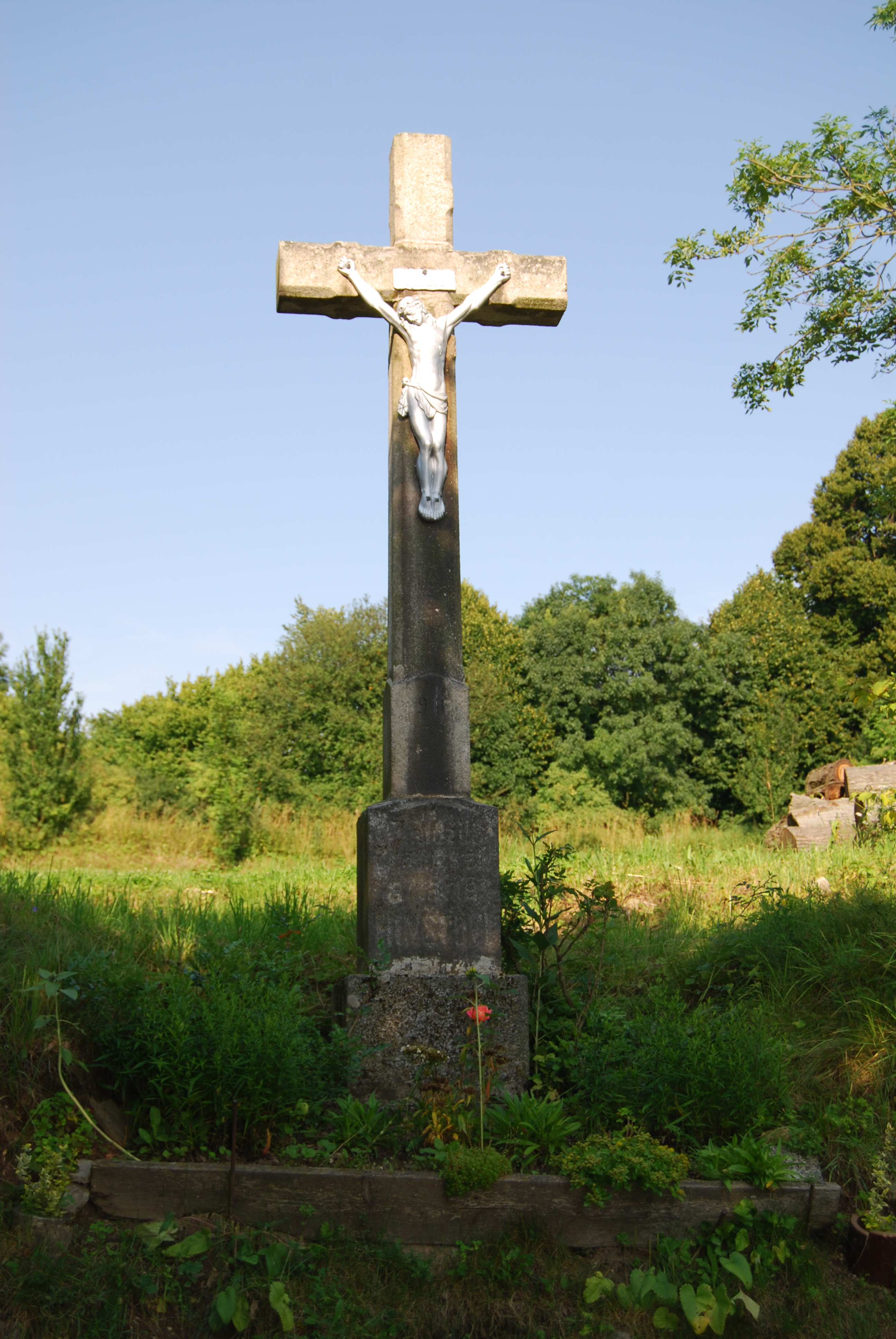
Kříž ve vesnici
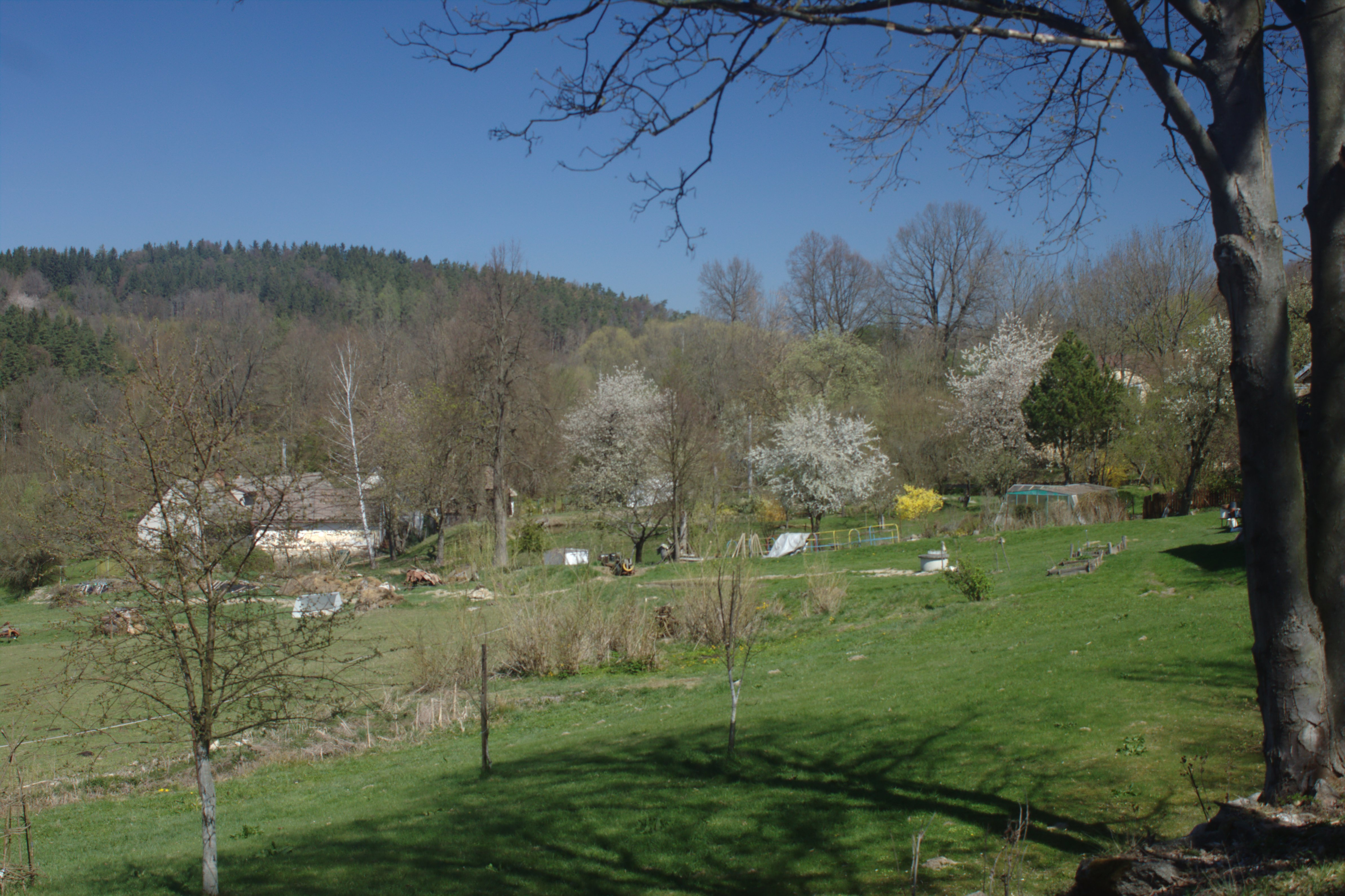
Chalupy (2019)
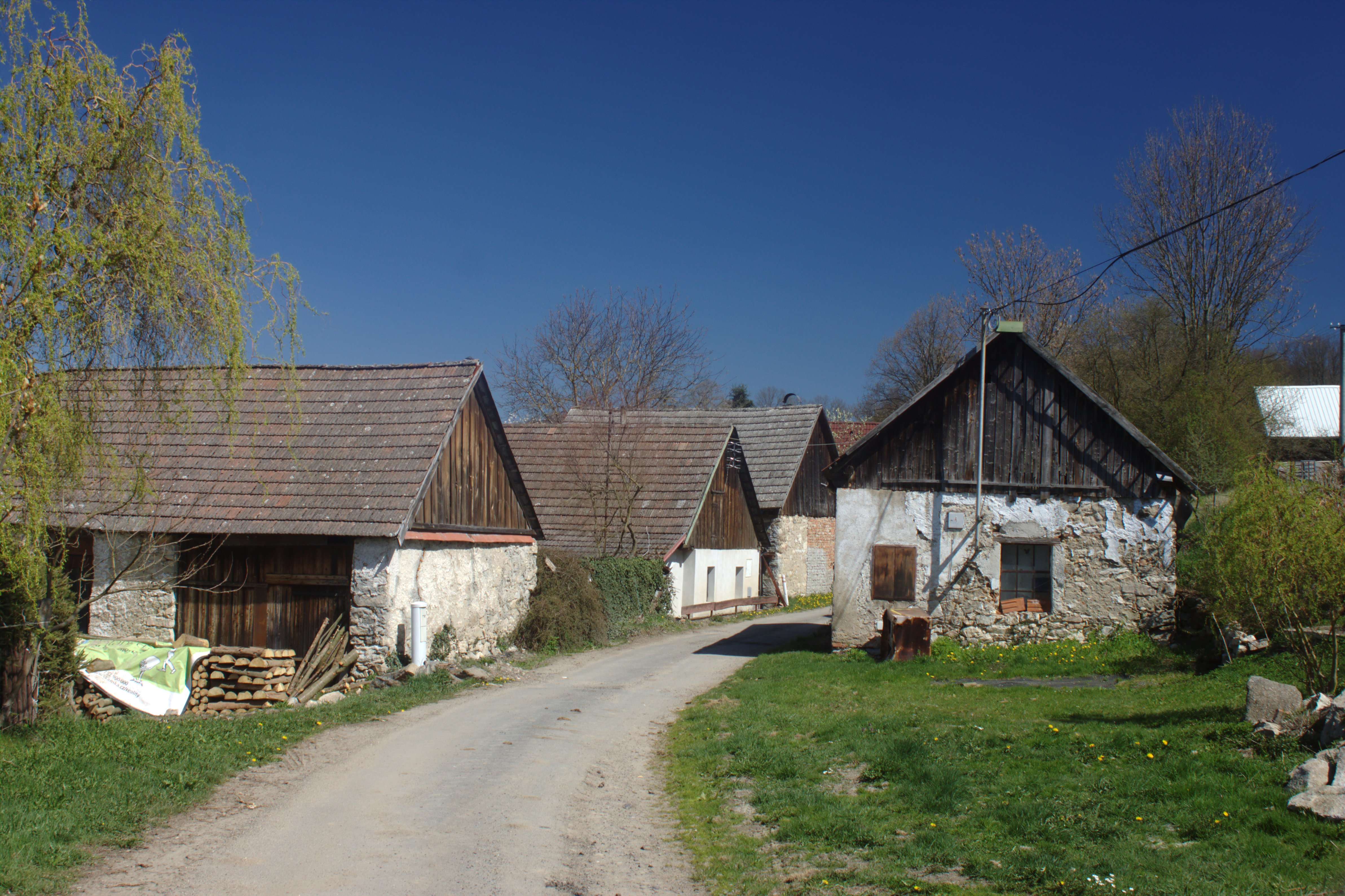
Domy (2019)
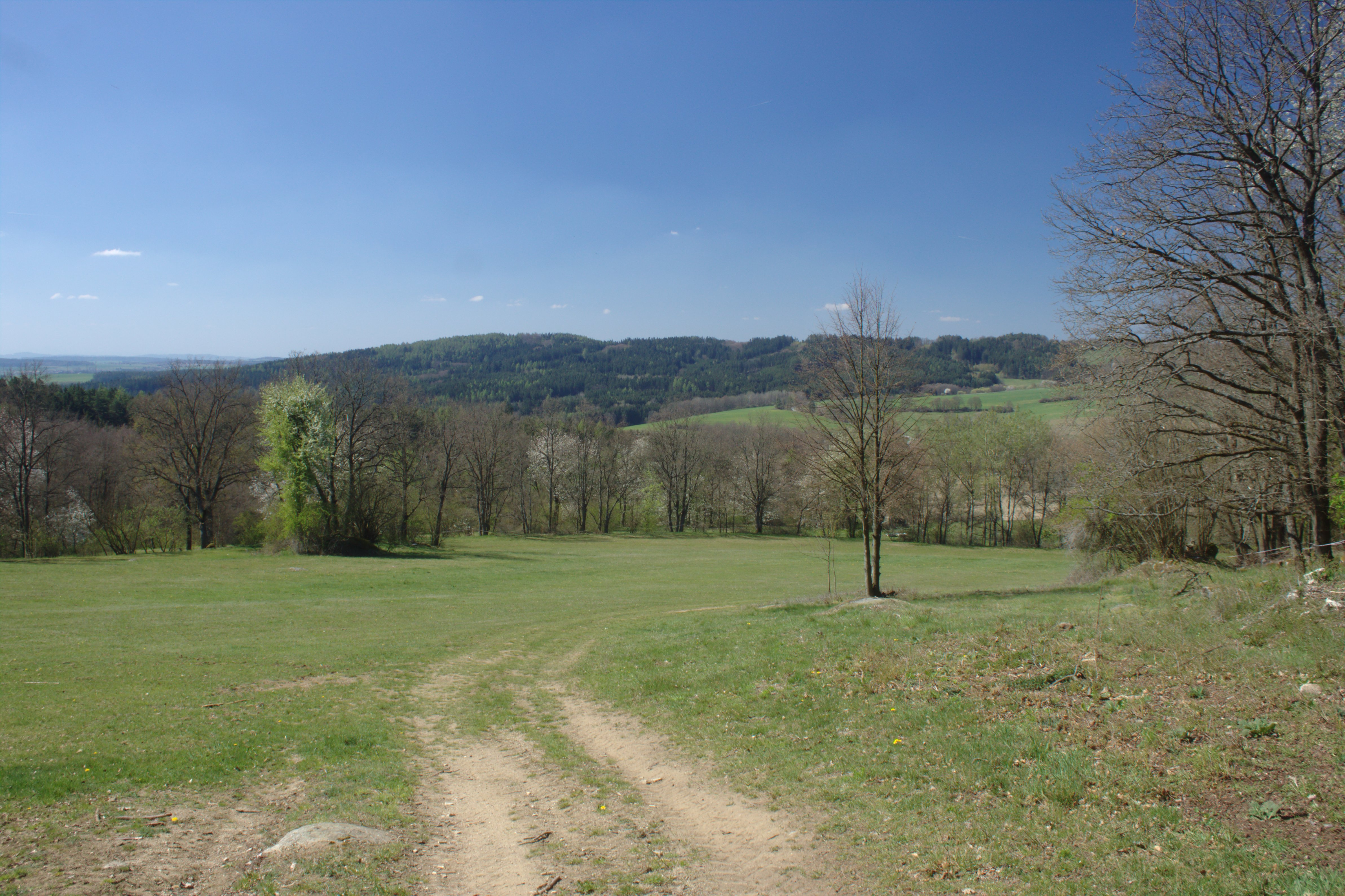
Pastvina před obcí (2019)